# Spasivka, Vilneansk
Spasivka (în ucraineană Спасівка) este un sat în comuna Pavlivske din raionul Vilneansk, regiunea Zaporijjea, Ucraina.

## Demografie
Componența lingvistică a localității Spasivka
     Ucraineană (88,57%)
     Rusă (11,11%)
Conform recensământului din 2001, majoritatea populației localității Spasivka era vorbitoare de ucraineană (88,57%), existând în minoritate și vorbitori de rusă (11,11%).